# Snowboarding under vinter-OL 2010 – Herrernes snowboard-cross
Herrernes snowboard-cross under Vinter-OL 2010 blev afholdt 15. februar 2010 ved Cypress Mountain i Vancouver, Canada. Det var kun anden gang snowboard-cross var på det olympiske program, og den forsvarenre olympiske mester, amerikaneren Seth Wescott vandt for anden gang guld i disciplinen.

## Resultat
| Placering | Bib | Navn            | Land       |
| --------- | --- | --------------- | ---------- |
| 1         | 17  | Seth Wescott    | USA        |
| 2         | 3   | Mike Robertson  | Canada     |
| 3         | 14  | Tony Ramoin     | Frankrig   |
| 4         | 8   | Nate Holland    | USA        |
| 5         | 10  | Robert Fagan    | Canada     |
| 6         | 12  | Lukas Gruener   | Østrig     |
| 7         | 5   | Mario Fuchs     | Østrig     |
| 8         | 26  | David Speiser   | Tyskland   |
| 9         | 36  | Pierre Vaultier | Frankrig   |
| 10        | 56  | Damon Hayler    | Australien |

## Ekstern Henvisning
- Vinter-OL 2010: Herrernes snowboard-cross – Det fulde resultat[http://web.archive.org/web/20100408201231/http://www.vancouver2010.com/Arkiveret+8.+april+2010+hos++Wayback+Machineolympic-snowboard/schedule-and-results/mens-snowboard-cross-finals_sbm490100gS.html Vinter-OL 2010: Herrernes snowboard-cross – Det fulde resultat], fra http://www.vancouver2010.com/ Arkiveret 25. oktober 2009 hos  Wayback Machine; hentet 15-02-2010.